# Lucie Havlíčková
Lucie Havlíčková (* 13. března 2005 Praha) je česká tenistka, od září 2022 do května 2023 juniorská světová jednička a juniorská mistryně světa 2022. Na okruhu ITF získala dva tituly ve dvouhře a jeden ve čtyřhře.
Na žebříčku WTA byla ve dvouhře nejvýše klasifikována v červenci 2023 na 196. místě a ve čtyřhře v květnu téhož roku na 336. místě. V roce 2021 se jejím trenérem stal Lukáš Dlouhý. Domovským oddílem je TK Sparta Praha, v němž ve třech letech začínala s tenisem. Také je členkou Olympu Praha.
V sedmnácti letech vyhrála juniorské Roland-Garros 2022 ve dvouhře a po boku Sáry Bejlek i ve čtyřhře. Po Zverevové, Hingisové a Szávayové se stala čtvrtou juniorkou, která na pařížské antuce zkompletovala „double“. Již v únoru 2022 zvítězila na Banana Bowlu v brazilské Criciúmě. Do finále obou soutěží se probojovala i na juniorce US Open 2022. Deblovou trofej si odvezla se Šnajderovou a v závěru dvouhry nestačila na Ealaovou. V následném vydání kombinovaného juniorského žebříčku ITF vystoupala v září 2022 na 1. místo a jako konečná světová jednička se v roce 2022 stala juniorskou mistryní světa.

## Tenisová kariéra

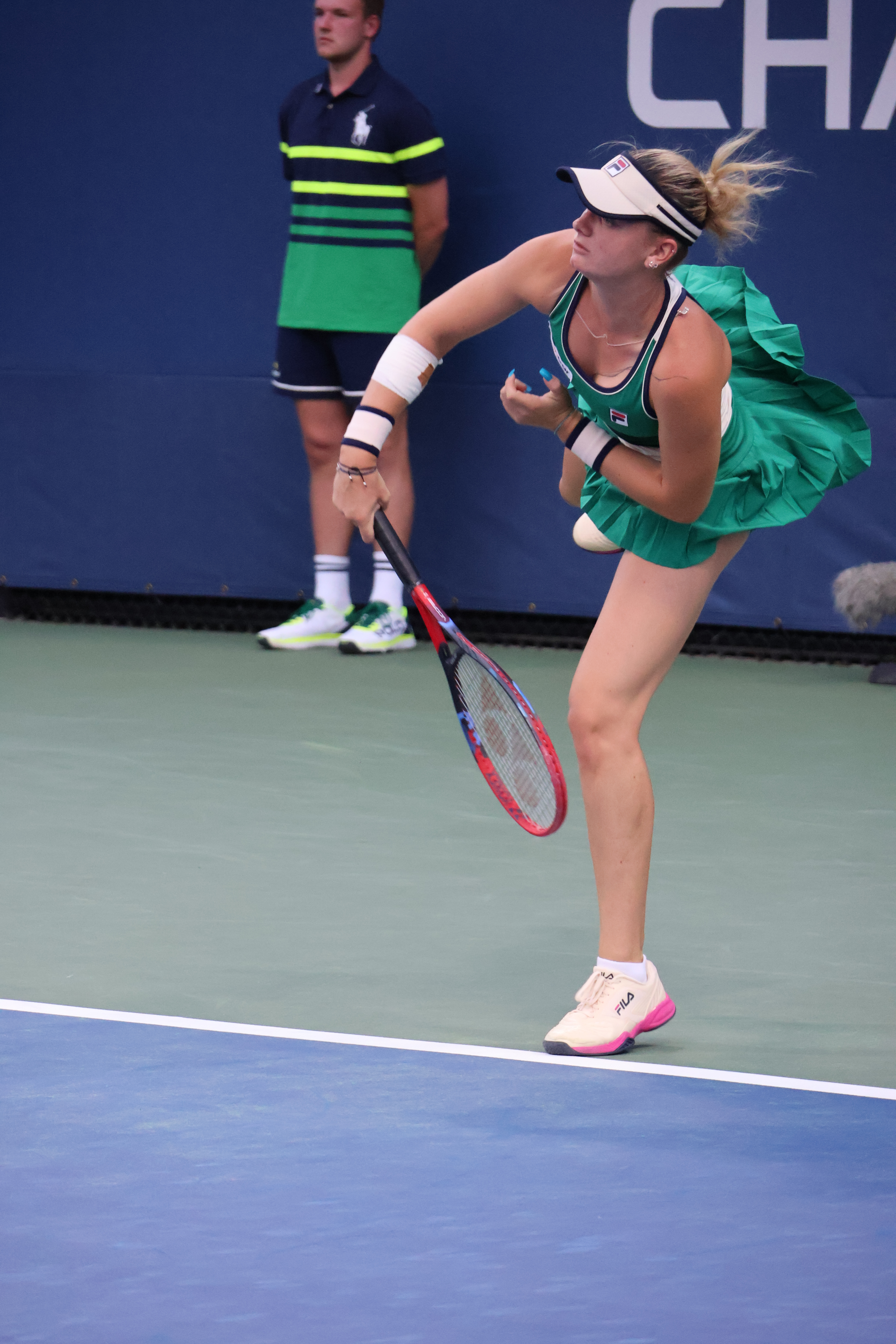
Podání v kvalifikaci US Open 2023

V kvalifikaci okruhu ITF debutovala během listopadu 2019 na turnaji v Milovicích dotovaném 15 tisíci dolary, do něhož obdržela divokou kartu. Ve druhém kole podlehla o čtrnáct let starší krajance Martině Přádové. Hlavní soutěž si poprvé zahrála v říjnu 2020 na istanbulském turnaji s rozpočtem 25 tisíc dolarů, kde ji ve druhé fázi vyřadila nejvýše nasazená Estonka Kaia Kanepiová z počátku druhé světové stovky. Premiérové finále v této úrovni tenisu si zahrála ve čtyřhře antalyjské události během dubna 2021. V páru s Miriam Kolodziejovou z něj odešly poraženy od korejsko-japonské dvojice Lee So-ra a Misaki Macudová. Divokou kartu získala do rekordně dotovaného TK Sparta Prague Open 2020 v sérii WTA 125K. Ve druhém kole však nestačila na Japonku Kjóku Okamurovou z třetí stovky žebříčku.
Na okruhu WTA Tour debutovala červencovým Livesport Prague Open 2021, kam jí organizátoři udělili divokou kartu. Na úvod podlehla šťastné poražené kvalifikantce Anastasiji Gasanovové z Ruska. O rok později se zúčastnila Livesport Prague Open 2022, kde na úvod vyřadila kvalifikantku Barboru Palicovou. Poté nestačila na nejvýše nasazenou Estonku a světovou dvojku Anett Kontaveitovu. V pražské čtyřhře došla s Noskovou do čtvrtfinále, v němž nestačily na Rusky Gabujevovou se Zacharovovou až v závěrečném supertiebreaku.
Premiérový singlový titul na okruhu ITF získala v březnu 2023 den před osmnáctými narozeninami. Ve finále 60tisícového Empire Women's Indoor v Trnavě zdolala po třísetovém průběhu Francouzku Océane Dodinovou, figurující na 102. místě žebříčku. Bodový zisk jí zajistil premiérový posun do první světové třístovky. Pro nízké žebříčkové postavení musela projít kvalifikační soutěží. Ve druhém kole dvouhry pak vyřadila Terezu Smitkovou a v semifinále Ukrajinku Dariju Snigurovou. O týden dříve dohrála na identickém trnavském turnaji dotovaném 60 tisíci dolary ve druhém kole se Slovenkou Kristinou Kučovou.
V červnu 2024 na rok přerušila kariéru pro mentální vyčerpání. Začala spolupracovat s psycholožkou a zaměstnána byla v kavárně. Na dvorec vstoupila po osmiměsíční pauze v lednu 2025, kdy zahájila první tréninky. Na okruh ITF se vrátila během června 2025 v Kuršumlijské Banje. Z kvalifikace prošla do semifinále. Tříkolovou kvalifikaci zvládla i na navazující 15tisícové události v Mogyoródu, kde nenašla přemožitelku v celkem osmi zápasech. Druhý singlový titul ITF získala po finálové výhře nad Švýcarkou Katerinou Tsygourovovou ze sedmé stovky žebříčku. Jako 838. hráčka klasifikace obdržela divokou kartu na Livesport Prague Open 2025. Ve druhém kole podlehla čínské světové čtyřicítce Wang Sin-jü. V tiebreaku třetí sady přitom prohospodařila vedení míčů 5–2 a nevyužila mečbol.

## Finále na okruhu WTA Tour
| Legenda                  |
| ------------------------ |
| D – dvouhra; Č – čtyřhra |
| Grand Slam (0)           |
| Turnaj mistryň (0)       |
| WTA 1000 (0)             |
| WTA 500 (0)              |
| WTA 250 (0–1 Č)          |

### Čtyřhra: 1 (0–1)
| Stav       | č. | datum             | turnaj       | kategorie | povrch | spoluhráčka  | soupeřky ve finále                  | výsledek         |
| ---------- | -- | ----------------- | ------------ | --------- | ------ | ------------ | ----------------------------------- | ---------------- |
| Finalistka | 1. | 26. července 2025 | Praha, Česko | WTA 250   | tvrdý  | Laura Samson | Nadija Kičenoková Makoto Ninomijová | 6–1, 4–6, [7–10] |

## Tituly na okruhu ITF
| Kategorie okruhu ITF | Kategorie okruhu ITF |
| -------------------- | -------------------- |
| Turnaje W100         | Turnaje W80          |
| Turnaje W75/W60      | Turnaje W50/W40      |
| Turnaje W35/W25      | Turnaje W15/W10      |

### Dvouhra: 6 (2–4)
| Stav       | č. | datum       | turnaj                           | kategorie | povrch    | poražená finalistka    | výsledek           |
| ---------- | -- | ----------- | -------------------------------- | --------- | --------- | ---------------------- | ------------------ |
| Finalistka | 1. | říjen 2022  | Trnava, Slovensko                | W25       | tvrdý (h) | Věra Lapková           | 6–4, 6–7(1–7), 2–6 |
| Vítězka    | 1. | březen 2023 | Trnava, Slovensko                | W60       | tvrdý (h) | Océane Dodinová        | 3–6, 7–6(7–4), 7–5 |
| Finalistka | 2. | květen 2023 | Grado, Itálie                    | W60       | antuka    | Julija Hatouková       | 6–2, 3–6, 1–6      |
| Finalistka | 3. | duben 2024  | Santa Margherita di Pula, Itálie | W25       | antuka    | Anastasija Soboljevová | 5–7, 3–6           |
| Finalistka | 4. | duben 2024  | Santa Margherita di Pula, Itálie | W35       | antuka    | Ayla Aksuová           | bez boje           |
| Vítězka    | 2. | červen 2025 | Mogyoród, Maďarsko               | W15       | antuka    | Katerina Tsygourovová  | 6–2, 7–5           |

### Čtyřhra: 4 (1–3)
| Stav       | č. | datum         | turnaj                           | kategorie | povrch      | spoluhráčka         | poražené finalistky                        | výsledek          |
| ---------- | -- | ------------- | -------------------------------- | --------- | ----------- | ------------------- | ------------------------------------------ | ----------------- |
| Finalistka | 1. | duben 2021    | Antalya, Turecko                 | W15       | antuka      | Miriam Kolodziejová | Lee So-ra Misaki Macudaová                 | 2–6, 3–6          |
| Finalistka | 2. | prosinec 2021 | Jablonec nad Nisou, Česko        | W25       | koberec (h) | Linda Klimovičová   | Maja Chwalińská Katherine Sebovová         | 5–7, 4–6          |
| Vítězka    | 1. | leden 2023    | Tallinn, Estonsko                | W40       | tvrdý (h)   | Dominika Šalková    | Deborah Chiesaová Lisa Pigatová            | 7–5, 4–6, [13–11] |
| Finalistka | 3. | březen 2024   | Santa Margherita di Pula, Itálie | W35       | antuka      | Lola Radivojevićová | Sapfo Sakellaridiová Aurora Zantedeschiová | 4–6, 2–6          |

## Finále na juniorském Grand Slamu

### Dvouhra juniorek: 2 (1–1)
| Stav       | rok  | turnaj      | povrch | soupeřka ve finále | výsledek |
| ---------- | ---- | ----------- | ------ | ------------------ | -------- |
| Vítězka    | 2022 | French Open | antuka | Solana Sierraová   | 6–3, 6–3 |
| Finalistka | 2022 | US Open     | tvrdý  | Alexandra Ealaová  | 2–6, 4–6 |

### Čtyřhra juniorek: 2 (2–0)
| Stav    | rok  | turnaj      | povrch | spoluhráčka      | soupeřky ve finále               | výsledek |
| ------- | ---- | ----------- | ------ | ---------------- | -------------------------------- | -------- |
| Vítězka | 2022 | French Open | antuka | Sára Bejlek      | Nikola Bartůňková Céline Naefová | 6–3, 6–3 |
| Vítězka | 2022 | US Open     | tvrdý  | Diana Šnajderová | Carolina Kuhlová Ella Seidelová  | 6–3, 6–2 |